# Ivan Pavlovsky
Ivan Grigorievich Pavlovsky (em russo:  Ива́н Григо́рьевич Павло́вский, transl. Iván Grigórʹevič Pavlóvskij; 24 de fevereiro [Calend. juliano: 11 de fevereiro] 1909 – 27 de abril de 1999) foi um líder militar soviético, comandante-em-chefe das Forças Terrestres, vice-ministro da Defesa da União Soviética (1967-1980) e general-do-exército (1967). Ele se tornou um Herói da União Soviética em 1969. Foi membro do CC do PCUS (1966-1971) e do Comitê Central do PCUS (1971-1981).

## Biografia
Ele nasceu na vila de Teremkovtsy, na província de Podolian, hoje parte de Kamianets-Podilskyi Raion, no Oblast de Khmelnytskyi, na atual Ucrânia. Ele era ucraniano de origem. Em 1929, ele se formou em uma escola profissionalizante agrícola, desde maio trabalhou como agrônomo-agricultor de campo do sindicato de fazendas coletivas do distrito de Kamenetz-Podolsk; e desde setembro de 1930 como agrônomo distrital da estação de máquinas e tratores Staro-Ushitskaya.
Durante a Segunda Guerra Mundial, Pavlovsky comandou a 328ª Divisão de Fuzileiros e, depois da guerra, o 6º Corpo de Fuzileiros no Distrito Militar do Cáucaso do Norte (1952-55). Pavlovsky, com a patente de general do exército, foi nomeado Comandante-em-Chefe das Forças Terrestres Soviéticas com efeito a partir de 5 de novembro de 1967.
Durante a Segunda Guerra Mundial, Pavlovsky comandou a 328ª Divisão de Fuzileiros e, depois da guerra, o 6º Corpo de Fuzileiros no Distrito Militar do Cáucaso do Norte (1952-55). Pavlovsky, com a patente de general-do-exército, foi nomeado Comandante-em-Chefe das Forças Terrestres Soviéticas com efeito a partir de 5 de novembro de 1967.

Em agosto de 1968, de acordo com suas próprias lembranças, o General-do-Exército Pavlovsky foi convocado para ver o Ministro da Defesa da URSS, AA Grechko, que o informou de sua nomeação como comandante das forças combinadas dos Estados do Pacto de Varsóvia na próxima operação para enviar tropas para a Tchecoslováquia depois da Primavera de Praga. A invasão da Tchecoslováquia pelo Pacto de Varsóvia ("Operação Danúbio") foi realizada em 20 e 21 de agosto de 1968. Na noite de 20 de agosto, exércitos do Bloco do Leste provenientes de quatro países do Pacto de Varsóvia – União Soviética, Bulgária, Polônia e Hungria – invadiram a Checoslováquia. Naquela noite, 250.000 soldados do Pacto de Varsóvia e 2.000 tanques entraram no país. Tropas do Exército Popular Nacional da Alemanha Oriental também entraram, mas não permaneceram muito tempo. O número total de tropas invasoras pode ter atingido 500.000; e foram utilizados 5.000 tanques e veículos blindados.
Seis meses depois, por decreto do Presidium do Soviete Supremo da URSS de 21 de fevereiro de 1969, o General do Exército IG Pavlovsky recebeu o título de Herói da União Soviética. Formalmente, o decreto falava da coragem e heroísmo de Pavlovsky durante a Grande Guerra Patriótica, bem como dos méritos na construção e fortalecimento das Forças Armadas da União Soviética.
De agosto a novembro de 1979, Pavlovsky viajou para o Afeganistão como parte de uma missão soviética de alto escalão. Além da tarefa oficial de fornecer assistência para reorganizar o Exército Afegão, Pavlovsky estudou a situação do país antes da entrada das tropas soviéticas no Afeganistão. Com base nos resultados do trabalho, ele forneceu ao Ministro da Defesa da URSS, DF Ustinov, e ao Chefe do Estado-Maior, NV Ogarkov, um relatório escrito com objeções categóricas à entrada de tropas soviéticas no Afeganistão, e também defendeu seu ponto de vista em relatórios pessoais. Como resultado, o Alto Comando das Forças Terrestres foi afastado do desenvolvimento da operação de envio de tropas para o Afeganistão, e o próprio Pavlovsky foi afastado do seu posto alguns meses depois.
Pavlovsky morreu em Moscou em 27 de abril de 1999.

## Obras
- "Sukhoputnye voĭska SSSR: zarozhdenie, razvitie, sovremennost" [Forças terrestres da URSS: origem, desenvolvimento, modernidade] por I. G Pavlovskiĭ, 1985.
- "Sukhoputnye voĭska" [Forças terrestres] por I. G Pavlovskiĭ, 1977.